# Ost Side Story – Das Musical
Ost Side Story – Das Musical von Dominik Flaschka (Idee, Buch, Dialoge) und Roman Riklin (Buch, Musik, Songtexte) ist ein Schweizer Comedy-Musical, das die tragische Liebesgeschichte von Bernsteins West Side Story, resp. Shakespeares Romeo und Julia, auf Zürcher Verhältnisse adaptiert. Anstelle der zwei verfeindeten Familien bekämpfen sich in der „Ost Side Story“ die Fangruppen zweier rivalisierender Fussballclubs. Dabei verliebt sich der FC-St.-Gallen-Fan Tomy in Märy, eine Anhängerin des FC Zürich. 
Das Musical wurde am 30. April 2015 im Theater am Hechtplatz uraufgeführt. Aufgrund des grossen Erfolges wurde das Stück im Herbst 2015 verlängert und erlebte im Herbst 2016 eine Wiederaufnahme.
Die Produktion war im Rahmen des Deutschen Musical Theater Preises 2015 insgesamt neunmal nominiert (u. a. für „Bestes Musical“, „Bestes Buch“, „Beste Liedtexte“) und wurde in der Kategorie „Beste Regie“ (Dominik Flaschka) ausgezeichnet.

## Handlung
Ost Side Story erzählt die dramatische Liebesgeschichte der Zürcherin Märy, die sich an einem turbulenten Fussballmatch im Letzigrund unsterblich in den Exil-St.-Galler Tomy verliebt. Sehr zum Missfallen ihres Bruders Ritschi, einem windigen Türsteher und Kleinkriminellen, und seines besten Freundes Noldi, dem schmierigen Chefwurstbrater von der Langstrasse, der seit Jahren für Märy schwärmt. Die beiden Männer versuchen mit allen Mitteln, eine Beziehung zwischen Märy und dem unwürdigen St. Galler zu verhindern.
Ritschis Freundin Rosi arbeitet seit kurzem bei der Polizei. Als auf ihre Initiative hin ein wichtiger Drogendeal der beiden Szenegauner aufzufliegen droht, schmiedet das Duo einen dreckigen Plan, mit dem auch gleich die ungeliebte St.-Galler-Brut entsorgt werden soll. Denn Tomy und seine treuherzigen Freunde Sändy und Willy, die ihn am liebsten wieder zurück in heimische Gefilde holen würden, passen nicht ins Konzept der Zürcher Szene. Aus Rivalität entsteht ein handfester Streit. Der Versuch von Toleranz und Integration scheitert bereits vor der Kantonsgrenze am Senf auf der Bratwurst.

## Musiknummern

### Erster Akt
- Ost Side Story (Opening) – Bahnhofs-Lady & Cast
- Das isch de Puls vo Züri – Cast
- Shootingstar 1 – Tomy & Reporter
- Shootingstar 2 – Sändy, Willy, Tomy & Reporter
- Fräg nöd – Märy & Cast
- Heiss – Noldi & Bratwürste
- Mir gäbed alles für Züri / Sangalle-Olé – Fussballfans & Sportreporter
- Es git defür kei Wort – Märy, Tomy & Fussballfans
- Das isch de Puls vo Züri (Reprise) – Cast
- Oh Märy, oh Tomy – Märy, Tomy & Cast
- S’Läbe chönnt so schön si – Rosi & Lesben
- Partystadt – Cast
- Morn Nacht – Cast

### Zweiter Akt
- Streetparade (Reprise Partystadt) – Cast
- Zuckerschnegg – Märy, Tomy, Bäckermeister & Bäckerlehrlinge
- Hände hoch! – Polizisten
- Der Kampf – Instrumental
- Mami – Noldi
- Jö Willy jö – Willy, Sändy & Cast
- Niemals – Ritschi & Cast
- Irgendwenn – Märy, Tomy & Fussballfan-Gospelchor
- Happy End – Cast
- Oh Rosy, oh Ritschi (Reprise) – Rosi, Ritschi
- Oh Märy, oh Tomy (Reprise) – Märy, Tomy
- Ost Side Story (Ending) – Bahnhofs-Lady